# Doctrine Drago
Pour les articles homonymes, voir Drago.

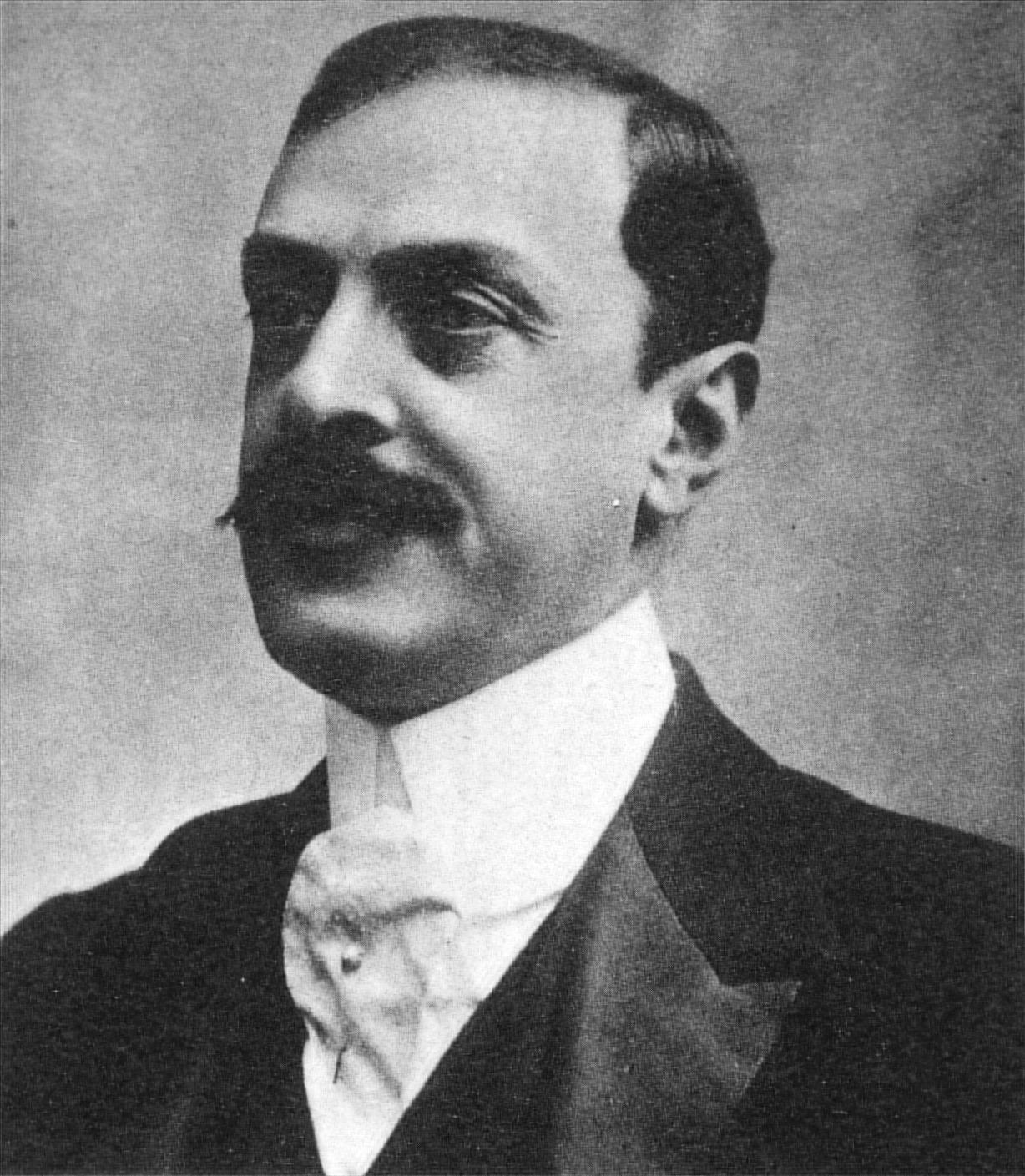
Luis María Drago.

La doctrine Drago, énoncée en 1902 par le ministre des affaires étrangères argentin Luis María Drago, est une extension de la doctrine Monroe qui affirme qu'aucun pouvoir étranger, y compris les États-Unis, ne peut utiliser la force contre les nations américaines afin de recouvrer des dettes. Comme Drago l'énonçait :
« Le principe que je voudrais voir reconnu est celui selon lequel la dette publique ne peut donner lieu à une intervention armée, et encore moins à l'occupation physique du sol des nations américaines par une puissance européenne. »
La doctrine Drago est issue des idées exprimées par Carlos Calvo dans Derecho internacional teórico y práctico de Europa y América (Droit international théorique et pratique de l'Europe et des Amériques), connues sous le nom de doctrine Calvo. La doctrine Calvo propose d'interdire l'intervention diplomatique avant que tous les recours locaux aient été essayés.
La doctrine Drago fut une réponse à l'intervention du Royaume-Uni, de l'Allemagne et de l'Italie lors de la crise vénézuélienne de 1902-1903 qui avaient bloqué et bombardé des ports en raison de la taille de la dette vénézuélienne qui avait été contractée sous le mandat du président Cipriano Castro. Une version modifiée par Horace Porter fut adoptée à La Haye en 1907 (la convention Drago-Porter). Elle énonçait en plus que l'arbitrage devait être le premier moyen pour résoudre des conflits : tout État partie à la convention devait dès lors accepter de se soumettre à une procédure d'arbitrage et d'y participer de bonne foi, sinon l'État qui réclamait le remboursement de sa créance retrouvait le droit d'utiliser la force armée pour arriver à ses fins.